# Cameron (Kalifornia)
Cameron – obszar niemunicypalny w Kern County, w Kalifornii (Stany Zjednoczone), na wysokości 1159 m.